# NEC PC-6001
Il NEC PC-6001 è stata la prima linea di personal computer di NEC Corporation, prodotta a partire dal 1981. Ci sono state parecchie versioni del PC-6001, incluso il PC-6001 MK2, il PC-6001 MK2 SR e il PC-6801. C'è stata anche una versione americana chiamato NEC TREK o NEC PC-6001A. Il suo successore è stato il NEC PC-6601.
Diverse periferiche erano disponibili per il sistema in Nord America, inclusa un'espansione con tre slot per cartucce (alcuni dei giochi basati sulle cartucce usava due cartucce), un registratore di musicassette, un floppy disk drive da 5,5", una stampante e un touchpad.

## Comparazione specifiche tecniche
Nell'elenco delle specifiche tecniche sono stati aggiunti anche i modelli della famiglia NEC PC-6601 dato che in pratica fanno parte della stessa serie di computer
|                          | PC-6001                                                | PC-6001 MK2                                                                                                 | PC-6001 MK2 SR                                                                                                 | PC-6601 | PC-6601 SR |
| ------------------------ | ------------------------------------------------------ | --- | --- | --- | --- |
| soprannome               | Papikon                                                | | | | Mr.PC |
| Anno                     | 1981                                                   | 1983 | 1984 | 1983 | 1984 |
| RAM                      | 16KB (max 32K)                                         | 64KB | 64KB | 64KB + 1KB (interfaccia floppy)                                                                             | 64KB + 1KB (interfaccia floppy)                                                                                |
| CPU (compatibile Z80)    | µPD 780C-1 3,9936 MHz                                  | µPD 780C-1 4 MHz                                                                                            | µPD 780C-1 3,58 MHz                                                                                            | µPD 780C-1 4 MHz                                                                                            | µPD 780C-1 3,58 MHz                                                                                            |
| sub cpu                  | µPD8049                                                | µPD8049 | µPD8049 | µPD8049 | µPD8049 |
| ROM                      | 16KB Basic, 4KB caratteri                              | 32KB Basic, 32KB caratteri kanji, 16KB generatore caratteri(modo 4), 16KB sintesi vocale                    | 32KB N66SR Basic, 32KB N66 Basic, 32KB caratteri kanji, 16KB generatore caratteri(modo 5), 32KB sintesi vocale | 32KB Basic + monitor linguaggio macchina, 32KB caratteri kanji, 16KB dati per le voci, 16KB Kyarajene?      | 32KB N66SR Basic, 32KB N66 Basic, 32KB caratteri kanji, 16KB generatore caratteri(modo 5), 32KB sintesi vocale |
| modalità testo           | 32 x 16                                                | 40 x 20 | 80 x 25 | 40 x 25 | 80 x 25 |
| modalità grafica         | 128 x 192 4 colori, 256 x 192 2 colori                 | 160 x 200 15 colori, 320 x 200 4 colori                                                                     | 320 x 200 15 colori 640 x 200 4 colori                                                                         | 160 × 200 15 colori, 320 × 200 4 colori                                                                     | 320 x 200 15 colori 640 x 200 4 colori                                                                         |
| prezzo                   | 89.800 ¥                                               | 84.800 ¥ | 89.800 ¥ | 143,000 ¥                                                                                                   | 155,000 ¥ |
| driver incorporati       |                                                        | | | 1 Floppy 1D singolo lato                                                                                    | 1 Floppy disk 1DD singolo lato, doppia densità                                                                 |
| Basic su ROM             | N60(Microsoft 16K)                                     | N60(16 e 32K RAM), N60 Extended(16 e 32K RAM), N60m (64K RAM)                                               | N60, N60 Extended, N66, N66 SR                                                                                 | N60(16 e 32K RAM), N60 Extended(16 e 32K RAM), N66                                                          | N60, N60 Extended, N66, N66 SR                                                                                 |
| peso                     | 4,3 kg                                                 | 3,3 kg | 3,6 kg | 4,5 kg | 5,4 kg, tastiera 0,92 kg (con batteria)                                                                        |
| dimensioni in mm (LxPxH) | 416x273x90                                             | 365x87x260 (inclusa l'altezza del cavalletto)                                                               | 368x87x285 (inclusa l'altezza del cavalletto)                                                                  | 365x113x380                                                                                                 | 360x345x90, Tastiera 330x195x36                                                                                |
| consumi                  | 25W(AC100V 50 Hz)                                      | 25W(AC100V 50 Hz)                                                                                           | 25W(AC100V 50 Hz)                                                                                              | 25W(AC100V 50 Hz)                                                                                           | 25W(AC100V 50 Hz)                                                                                              |
| sonoro e sintesi vocale  | generatore di suoni programmabile a 3 voci (AY-3-8910) | generatore di suoni programmabile a 3 voci (AY-3-8910), sintesi vocale del giapponese, altoparlante incluso | sintesi vocale del giapponese, riproduzione FM ad onda quadra, altoparlante incluso                            | generatore di suoni programmabile a 3 voci (AY-3-8910), sintesi vocale del giapponese, altoparlante incluso | sintesi vocale del giapponese, riproduzione FM ad onda quadra, altoparlante incluso                            |

Il N60m-BASIC è essenzialmente quello che poi verrà chiamato N66-BASIC. La differenza principale è la presenza in quest'ultimo delle "funzioni di canto".